# Jurassic Park III: Dino Defender
Jurassic Park III: Dino Defender è un videogioco a scorrimento laterale ispirato al terzo film della saga di Jurassic Park creato nel 2001. Fu sviluppato e pubblicato da Knowledge Adventure. Il giocatore è raffigurato come una persona in una tuta bio-meccanica azzurra assunto da Jurassic Park per riportare l'energia alle recinzioni elettrificate e catturare tutti i dinosauri in libertà. Il gioco ha un sequel, Jurassic Park III: Danger Zone!, nel quale sono stati riutilizzati molti degli elementi del gioco precedente sviluppato dalla stessa casa.

## Trama
Una tempesta su Isla Sorna, il sito B dell'originario jurassic park, ha abbattuto i tralicci che trasportavano la corrente. Senza di essa le recinzioni elettrificate si sono disattivate e i dinosauri sono fuggiti. Tocca ora al Dino Defender (il personaggio con cui si gioca) riattivare le recinzioni attraverso gli appositi generatori numerati.

## Modalità di gioco
Per quanto riguarda i comandi si può notare una semplicità nell'apprendimento dato che si tratta di comandi basilari (come corsa, salto, striscio, ecc...). Le armi che vengono usate sono i richiami, (ognuno diverso per ogni dinosauro), e i sedativi (per velociraptor e Pteranodonte), delle reti (per il Compsognathus) e il bengala per il T-Rex. Le armi si raccolgono lì delle casse (ognuna rappresentante l'immagine del dinosauro cui è destinata l'arma) sparse per tutta l'isola.

## Tipi di morte
Nel gioco ci sono diversi modi in cui si può morire, anche se poi si riprende dall'ultimo generatore attivato.
1. Morte per cause accidentali. Questo riguarda i casi in cui si cada da un dirupo, o da altezze elevate (nel primo caso verrà mostrata un'animazione che mostra il nostro personaggio cadere in un'enorme fossa, nel secondo no). Se finisce l'aria oppure se veniamo catturati da delle alghe sott'acqua verrà mostrata l'animazione in cui rimaniamo impigliati nell'alga. Ultimo caso avviene se veniamo colpiti da un ramo fatto cadere dal Brachiosaurus.
2. Morte causata da un dinosauro. Questa avviene se entriamo in contatto con un dinosauro. In qualsiasi caso si vedrà l'animazione in cui il dinosauro ci sbranerà. Il movimento fatto dal dinosauro (che avviene con tutti i dinosauri del gioco, fatta eccezione per lo Stegosaurus) rimarrà sempre uguale in ogni livello, cambierà solo lo sfondo.

## Livelli
Il gioco si divide in 5 livelli. I primi tre sono molto simili, infatti in tutti si dovrà arrivare alla fine del livello (dove verrà mostrata un video di transizione tra il livello prima e quello dopo), senza fare nulla di particolare. La differenza sta negli ultimi due livelli: nel 4 dobbiamo affrontare prima il t-rex, poi attraversare una zona sotterranea piena di Velociraptor, infine dobbiamo affrontare Lo Spinosaurus. Sia nella prima che nella terza fase di questo livello avremo un tempo limite, però nel recinto del t-rex, se il tempo si esaurisce, possiamo riprovare e riavviarlo, nella terza fase se il tempo finisce, il gioco ci darà game over e ricominceremo da capo il recinto dello Spinosaurus. Nel quinto livello riaffronteremo lo quest'ultimo dinosauro fino a quando non lo uccideremo con uno scheletro, dopodiché arriveranno gli elicotteri di salvataggio.

## Dinosauri presenti
Nel gioco esistono alcune specie di dinosauro, ognuno, se possibile, debole ad una determinata arma, e tutte possono uccidere il vostro personaggio.
| Dinosauri neutralizzabili | Dinosauri non neutralizzabili | Altre creature                                                                        |
| --- | --- | ------------------------------------------------------------------------------------- |
| Compsognathus (abbreviato Compy): questa specie è sempre in gruppo. Può essere catturato. | Stegosaurus: non vi inseguirà ma usa la sua coda (in una determinata sequenza) per uccidervi.                                                        | Medusa (preistorica): ovviamente non è un dinosauro ma si muove su e giù nelle acque. |
| Velociraptor: di solito è posizionato in modo da effettuare attacchi a sorpresa. Può essere sedato. | Brachiosaurus:si può saltare sulla sua testa mentre la muove su e giù per mangiare, facendo cadere dei rami che se vi colpiscono vi uccidono.        |                                                                                       |
| Pteranodonte: sono pochi gli esemplari nel gioco. È difficile da sedare a causa del suo continuo movimento. | Spinosaurus: è il boss finale del gioco. Si incontra tre volte: in una bisogna scappare, nella seconda saremo nel suo recinto, e la terza nel museo. |                                                                                       |
| Tyrannosaurus rex: è uno dei boss del gioco che si incontra quattro volte di cui due bisogna nascondersi, una bisogna scappare, e fine una nel suo recinto. Non si può sedare ma può essere distratto o con un richiamo o con un bengala. | |                                                                                       |